# Ázsiai drongókakukk
Az ázsiai drongókakukk (Surniculus lugubris) a madarak osztályának kakukkalakúak (Cuculiformes) rendjébe, ezen belül a kakukkfélék (Cuculidae) családjába tartozó faj.

## Rendszerezése
A fajt Thomas Horsfield amerikai ornitológus írta le 1821-ben, a Cuculus nembe Cuculus lugubris néven.

## Alfajai
- Surniculus lugubris stewarti - Srí Lanka
- Surniculus lugubris brachyurus - India északkeleti része, Bhután, Nepál, Banglades, Mianmar, Thaiföld déli része, Malajzia, Szumátra, Borneó és a Fülöp-szigetek délnyugati része
- Surniculus lugubris lugubris (Horsfield, 1821) - Jáva és Bali

## Előfordulása
Banglades, Bhután, Brunei, India, Indonézia, a Fülöp-szigetek, Malajzia, Mianmar, Nepál, Szingapúr és Thaiföld területén honos. 
Természetes élőhelyei a szubtrópusi és trópusi síkvidéki esőerdők, mangroveerdők és cserjések, valamint vidéki kertek. Vonuló faj.

## Megjelenése
Testhossza 25 centiméter.
|  |

## Természetvédelmi helyzete
Az elterjedési területe rendkívül nagy, egyedszáma viszont csökken, de még nem éri el a kritikus szintet. A Természetvédelmi Világszövetség Vörös listáján nem fenyegetett fajként szerepel.